# Alfa en Omega

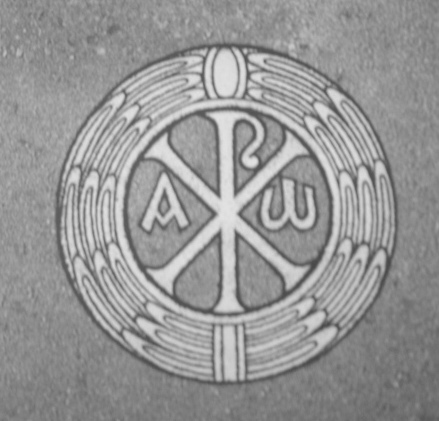
Christusmonogram met alfa en omega

Alfa en Omega (Grieks: "το 'Α' και το 'Ω'") is een uitdrukking uit het christendom die Gods almacht symboliseert. Alfa en Omega zijn de eerste en de laatste letter van het klassieke (Ionische) Griekse alfabet.
In Openbaring zeggen God (in 1:8 en 21:6) en ook Jezus Christus (in 22:13): "Ik ben de Alfa en de Omega." In sommige vertalingen (onder andere The Living Bible) is dit "Ik ben de A en de Z". In Openbaring 2:8 wordt Jezus aangeduid als "de Eerste en de Laatste", waarmee hetzelfde wordt bedoeld.
In afbeeldingen komt "Alfa en Omega" vaak voor in combinatie met het labarum (ΧΡ in het midden) maar de versie zonder labarum komt ook voor.